# Poelpolder (Haarlem)
De Poelpolder is een polder in de gemeente Haarlem in de Nederlandse provincie Noord-Holland. De polder ligt ten noordwesten van Vijfhuizen in het stadsdeel Schalkwijk en is in de jaren zestig en zeventig van de 20e eeuw grotendeels bebouwd als onderdeel van de stadsuitbreiding van Haarlem. In het noorden grenst de polder bij de Fuikvaart aan de Zuiderpolder. In het westen grensde de polder aan de Zomerweg, die de grens vormde met de Roomolenpolder. In het zuiden grenst de polder aan de Vijfhuizerpolder.

## Buurt
Ten oosten van de huidige bebouwing, grenzend aan de Ringvaart van de Haarlemmermeerpolder is een gelijknamig natuur- en recreatiegebied overgebleven. Dit natuurgebied is door Haarlem verdeeld in twee buurten. Poelpolder-noord en Poelpolder-zuid, gelegen in Boerhaavewijk en Meerwijk respectievelijk. De grens tussen deze twee buurten loopt vanaf de Aziëweg parallel aan het Bijenpad naar de Ringvaart. In het noorden wordt de buurt begrensd door de Oude Schipholweg (N232). Alhoewel het zuidelijk gedeelte Poelpolder-zuid wordt genoemd ligt dit gedeelte in de Vijfhuizerpolder.

## Trivia
- De (verdwenen) Poelmolen bemaalde de polder.